# Еллі Мак-Біл
Еллі Мак-Біл (англ. Ally McBeal) — американський юридичний комедійно-драматичний телесеріал про будні молодої дівчини-адвоката. Удостоєний багатьох призів і нагород. З 1997 до 2002 року вийшло всього 112 епізодів п'ятьма телесезонами.

## Сюжет
Еллі стала самотньою після того, як вона розлучилася зі своїм давнім другом Біллі Алланом Томасом. Зі семи років Еллі і Біллі любили один одного. Їхні стосунки росли разом з ними від дитячої дружби до дорослої любові. Разом готувалися до вступу в юридичний коледж, куди Еллі вступила, а Біллі — ні. Збіг обставин приводить Еллі на роботу в престижну бостонську фірму, очолювану її колишнім однокурсником по юридичній школі Річардом Фішем. У перший день на новій роботі Еллі зустрічає свого нового колегу — друга дитинства Біллі. Він тепер одружений з гарною і чарівною Джорджією, яку Еллі і хотіла б ненавидіти, але не може — вони стають подругами. Еллі і Біллі виявляються в незручній ситуації.

## Список епізодів
| Сезон | Сезон | Епізоди | Прем’єрний показ | Прем’єрний показ |
| Сезон | Сезон | Епізоди | Початок          | Закінчення       |
| ----- | ----- | ------- | ---------------- | ---------------- |
|       | 1     | 23      | 8 вересня 1997   | 18 травня 1998   |
|       | 2     | 23      | 14 вересня 1998  | 24 травня 1999   |
|       | 3     | 21      | 25 жовтня 1999   | 22 травня 2000   |
|       | 4     | 23      | 12 жовтня 2000   | 21 травня 2001   |
|       | 5     | 22      | 29 жовтня 2001   | 20 травня 2002   |

## Акторський склад
| Актори                  | Персонажі         | Тип ролі в сезонах | Тип ролі в сезонах | Тип ролі в сезонах | Тип ролі в сезонах   | Тип ролі в сезонах   |
| Актори                  | Персонажі         | 1                  | 2                  | 3                  | 4                    | 5                    |
| ----------------------- | ----------------- | ------------------ | ------------------ | ------------------ | -------------------- | -------------------- |
| Каліста Флокгарт        | Еллі Макбіл       | Основний персонаж  | Основний персонаж  | Основний персонаж  | Основний персонаж    | Основний персонаж    |
| Кортні Торн-Сміт        | Джорджія Томас    | Основний персонаж  | Основний персонаж  | Основний персонаж  | Запрошена зірка      | Запрошена зірка      |
| Грег Джерманн           | Річард Фіш        | Основний персонаж  | Основний персонаж  | Основний персонаж  | Основний персонаж    | Основний персонаж    |
| Ліза Ніколь Карсон      | Рене Раддік       | Основний персонаж  | Основний персонаж  | Основний персонаж  | Основний персонаж    | Періодичний персонаж |
| Джейн Краковськи        | Елейн Вассел      | Основний персонаж  | Основний персонаж  | Основний персонаж  | Основний персонаж    | Основний персонаж    |
| Пітер Мак-Нікол         | Джон Кейдж        | Основний персонаж  | Основний персонаж  | Основний персонаж  | Основний персонаж    | Періодичний персонаж |
| Гил Беллоуз             | Біллі Аллен Томас | Основний персонаж  | Основний персонаж  | Основний персонаж  | Періодичний персонаж | Періодичний персонаж |
| Вонда Шепард            | камео             | Запрошена зірка    | Основний персонаж  | Основний персонаж  | Основний персонаж    | Основний персонаж    |
| Порша де Россі          | Нель Портер       |                    | Основний персонаж  | Основний персонаж  | Основний персонаж    | Основний персонаж    |
| Люсі Лью                | Лін Ву            |                    | Основний персонаж  | Основний персонаж  | Основний персонаж    | Запрошена зірка      |
| Джеймс Легрос           | Марк Альберт      |                    |                    | Запрошена зірка    | Основний персонаж    |                      |
| Роберт Дауні (молодший) | Ларрі Пол         |                    |                    |                    | Основний персонаж    | Періодичний персонаж |
| Реджина Голл            | Коретта Ліппі     |                    |                    |                    | Запрошена зірка      | Основний персонаж    |
| Джуліанна Ніколсон      | Дженні Шоу        |                    |                    |                    |                      | Основний персонаж    |
| Джеймс Марсден          | Гленн Фой         |                    |                    |                    |                      | Основний персонаж    |
| Джош Гопкінс            | Реймонд Міллбері  |                    |                    |                    |                      | Основний персонаж    |
| Гейден Панеттьєр        | Меґґі Геррінгтон  |                    |                    |                    |                      | Основний персонаж    |